# Yūsei Okada
Yūsei Okada (japanisch 岡田 祐政 Okada Yūsei; * 8. Mai 1987 in der Präfektur Kumamoto) ist ein japanischer Fußballspieler.

## Karriere
Okada erlernte das Fußballspielen in der Schulmannschaft der Luther Gakuin High School und der Universitätsmannschaft der Fukuoka-Universität. Seinen ersten Vertrag unterschrieb er 2010 beim Tochigi Uva FC. Der Verein spielte in der dritthöchsten Liga des Landes, der Japan Football League. Für den Verein absolvierte er 66 Ligaspiele. 2013 wechselte er zu Grulla Morioka. Am Ende der Saison 2013 stieg der Verein in die J3 League auf. Für den Verein absolvierte er 82 Ligaspiele. 2016 wechselte er zu Vanraure Hachinohe. Für den Verein absolvierte er 26 Ligaspiele. 2017 wechselte er zu Morioka Zebra.